# Sud de l'Ontario

Région (en rouge) sous le parc (en vert)

Le Sud de l'Ontario est la partie de la province canadienne de l'Ontario située au sud du parc provincial Algonquin. Il est la région la plus au sud du Canada.
Près de 14 millions de personnes y vivent, en 2020, plus que n'importe où ailleurs au Canada, et 93% de la population ontarienne y habite, comparé au Nord de l'Ontario, qui est beaucoup moins peuplé.
Quelques villes du Sud de l'Ontario sont Toronto, Ottawa, Barrie, Guelph, Hamilton, Kingston, Kitchener, London, Saint Catharines-Niagara, Waterloo, et Windsor.

## Régions
Le Sud de l'Ontario se divise en quatre sous-régions :
- Sud-ouest de l'Ontario
- Centre de l'Ontario
- Grand Toronto
- Est de l'Ontario